# Zelena kozica
Zelena kozica (lat. Cyanoramphus unicolor) je papiga iz porodice Psittaculidae koja je endemična za novozelandsko subantarktičko otočje Antipodes. To je jedna od dvije vrste papiga koje se nalaze na otocima i jedna od samo pet prizemnih papiga na svijetu. To su dugovječne ptice koje mogu živjeti i do 10 godina starosti, ali uvođenje miševa koji se natječu s njima za hranu predstavljalo je prijetnju njihovom opstanku na otočju Antipodes sve dok miševi nisu uspješno iskorijenjeni s otočja 2016. (potvrđeno 2018). Neobično za papige, one ponekad plijene druge ptice, što je osobina koju dijeli još jedna novozelandska papiga, kea.

## Taksonomija
Zelenu kozicu prikazao je 1831. engleski umjetnik Edwarda Leara u njegovim Ilustracijama obitelji Psittacidae, ili Papige. Lear je koristio uobičajeni naziv "Uniformni papagaj" i skovao binomno ime Platycercus unicolor. Vrsta je sada smještena u rod Cyanoramphus koji je 1854. uveo francuski ornitolog Charles Lucien Bonaparte.
Njegov najbliži srodnik je Cyanoramphus hochstetteri, koji također živi na otočju Antipodes. Ostale srodne vrste su kozica (Cyanoramphus cookii), crnoglava kozica (Cyanoramphus ulietanus) i čatamska kozica (Cyanoramphus forbesi).

## Opis
To je najveća vrsta u rodu Cyanoramphus duga 30 cm. Stvara prodoran zvuk kok-kok-kok-kok.

## Rasprostranjenost i stanište
Zelena kozica je vrsta endem otočja Antipodes. Česta je na glavnom otoku Antipodes, ali su rjeđi na manjim otocima u skupini kao što je Bollons. Žive u vrlo malom broju na otoku Leeward, gdje žive samo u području od 0,1 četvornog kilometra. Zelena kozica također živi na otočiću Archway, površine 0,1km2.

## Ponašanje i ekologija
Ovi papagaji jedu lišće, pupoljke, travu i stabljike grmova, a ponekad se hrane i sjemenkama i cvijećem te će loviti mrtve morske ptice. Zelena kozica također lovi sivoleđe burnice (Garrodia nereis), ulazeći u jazbine kako bi ubili odrasle jedinke u inkubaciji, čak i kopaju po ulazu ako je premalen.
Zelene kozice većinu vremena provode na tlu i to u vrlo malim skupinama, u parovima ili sami.
Prilično su radoznali, teritorijalni, istražni i nestašni.
Gnijezde se u tunelima 2 metra ispod vlaknastog treseta daleko od vjetra.

## Status
Populacija je stabilna, ali status očuvanosti je Ranjiv. Brojnost populacije je 2.000-3.000. Izvorno u potpunosti ograničeno na otoke koji nose njihovo ime, sada postoji mala zatočena populacija, osnovana s manje od 20 jedinki, na kopnu.

## Vanjske poveznice
- World Parrot Trust  Arhivirana inačica izvorne stranice od 28. ožujka 2015. (Wayback Machine) Parrot Encyclopedia - Species Profile
- BirdLife Species Factsheet.
- ARKive - images and movies of the Antipodes Parakeet (Cyanoramphus unicolor)
- Antipodes Parakeet TerraNature | New Zealand ecology